# Estadio Campeones Olímpicos
Das Estadio Campeones Olímpicos ist ein Fußballstadion mit Leichtathletikanlage in der uruguayischen Stadt Florida.

## Geschichte
Das Estadio Campeones Olímpicos wurde am 25. August 1927 eröffnet und erhielt seinen Namen unter Bezugnahme auf die uruguayische Fußballnationalmannschaft, die 1924 Olympiasieger wurde. Im August 2008 wurde die Sportstätte nach zuvor erfolgten Baumaßnahmen wiedereröffnet. Das je nach Quellenlage 4.000 oder 5.200 Zuschauer fassende Stadion steht im Eigentum der Intendencia Municipal de Florida und gilt als eines der in bestem Zustand befindlichen Stadien des Landes. Es dient dem Verein El Tanque Sisley seit der Apertura 2012 übergangsweise als Heimspielstätte. Die Liga de Fútbol de Florida erhält dafür jeweils 10 % der pro Spiel fälligen Abgaben.